# Wellcome Trust
Wellcome Trust è un ente di beneficenza con sede a Londra. È stato fondato nel 1936 grazie all'eredità lasciata dal magnate americano dell'industria farmaceutica Sir Henry Wellcome, con lo scopo di finanziare la ricerca per migliorare la salute umana e animale. L'obiettivo è di "migliorare la salute di ognuno aiutando le grandi idee a prosperare"  e favorire la comprensione della scienza da parte dell'opinione pubblica.
Con un finanziamento di £ 23.2 miliardi (2017), è l'ente di beneficenza con i maggiori stanziamenti al mondo, dopo la Bill & Melinda Gates Foundation.

## Storia
Fondato per amministrare la fortuna di Henry Wellcome, i suoi proventi derivano da un fondo che originariamente era chiamato Burroughs Wellcome, più tardi rinominato in Inghilterra Wellcome Foundation Ltd. Nel 1986 ha venduto il 25% delle azioni con un'offerta pubblica di acquisto. Sotto la supervisione del nuovo direttore finanziario, Ian Macgregor, il valore del trust è cresciuto fino a raggiungere quasi 14 miliardi di sterline in 14 anni. Contemporaneamente, gli interessi si sono estesi oltre i confini del mercato dell'industria farmaceutica, ampliando gli investimenti nella beneficenza.
Nel 1995 ha abbandonato definitivamente il mercato farmaceutico vendendo le rimanenti azioni alla Glaxo spa, storica rivale inglese; è nata, così, la GlaxoWellcome spa. Nel 2000, il nome Wellcome scompare contestualmente alla fusione della GlaxoWellcome con la SmithKline Beecham, che ha portato poi alla GlaxoSmithKline spa.
Dopo essere stato il principale finanziatore dello Human Genome Project che nel 2003 ha portato al completo sequenziamento del DNA umano, nel 2025 ha finanziato con 10 milioni di sterline il progetto Synthetic Human Genome (SynHg), che punta a creare un genoma sintetico.

## Attività

### Ricerca biomedica

#### Principali investimenti nel Regno Unito
Finanzia o cofinanzia numerosi progetti di ricerca in area biomedica:
- L'Avon Longitudinal Study of Parents and Children[10] (ALSPAC), uno studio di coorte su bambini nati in Inghilterra tra il 1991 e il 1992, istituito per capire come le caratteristiche genetiche e ambientali possano influenzare la salute e lo sviluppo in genitori e figli. Lo studio fa parte di un progetto più ampio, l'European Longitudinal Study of Pregnancy and Childhood[11] (ELSPAC), iniziato nel 1985 dall'Ufficio regionale europeo dell'Organizzazione Mondiale della Sanità (OMS)
- Il Cancer Genome Project[12] presso il Wellcome Trust Sanger Institute[13].
- Il Diamond Light Source[14], il sincrotrone del Regno Unito localizzato nell'Oxfordshire.
- La Developing Excellence in Leadership, Training and Science Initiative[15] (DELTAS), una collaborazione con il Department for International Development[16] (DFID) inglese per realizzare programmi di ricerca e di formazione all'avanguardia nel continente africano.
- L'Ebola Emergency Initiative[17], un programma di ricerca di interesse prioritario con lo scopo di identificare interventi in area clinica e di sanità pubblica per contrastare l'epidemia di ebola in Africa Occidentale.
- Il Juvenile Diabetes Research Foundation[18]/ Wellcome Trust Diabetes and Inflammation Laboratory[19]  che finanzia la ricerca genetica sul diabete di tipo 1, presso il Cambridge Institute for Medical Research.
- La Seeding Drug Discovery Initiative[20].
- Lo Structural Genomics Consortium[21], un'organizzazione internazionale focalizzata sulle strutture terziarie delle proteine di rilevanza medica, che basa la propria metodologia di ricerca e di diffusione dei risultati delle proprie attività sull'utilizzo degli open data e secondo la logica dell'open access.
- Il Wellcome Trust Sanger Institute[22], un istituto no-profit di ricerca su genetica e genomica.
- La UK Biobank[23] e il UK Biobank Ethics and Governance Council[24].

#### Maggiori progetti all'estero
- Il KEMRI-Wellcome Trust Research Programme[25], nato nel 1989 in collaborazione con il Kenya Medical Research Institute Archiviato il 18 novembre 2022 in Internet Archive..[26]
- Il Malawi-Liverpool-Wellcome Trust Clinical Research Programme[27], iniziato nel 1995.
- L'Africa Centre for Health and Population Studies[28] in Sudafrica, iniziato nel 1998 in collaborazione con il South African Medical Research Council[29].
- Il Wellcome Trust-Mahidol University-Oxford Tropical Medicine Research Programme[30] in collaborazione con la Faculty of Tropical Medicine, Mahidol University[31], con attività di ricerca in Thailandia e in Laos, nato nel 1979.
- Il Vietnam Research Programme and Oxford University Clinical Research Unit[32] a Ho Chi Minh City e Hanoi.

#### Seeding Drug Discovery Initiative
Nota anche come SDDI, questa iniziativa, della durata di 5 anni, è cominciata nell'ottobre del 2005 con il compito di "facilitare lo sviluppo di piccole molecole simil-farmaco (drug like), cioè con le potenzialità chimico-fisiche per diventare un farmaco, così da rispondere a esigenze di cura non ancora raggiunte". Aveva sede a Londra ed era guidata da Richard Davis.  Fino agli inizi del 2010 ha finanziato con più di 80 milioni di sterline 30 progetti di istituzioni accademiche e aziende.  All'inizio del 2010, la maggior parte delle aziende finanziate erano start-up o spin-off. Nel maggio 2010, sono stati aggiunti al fondo 110 milioni di sterline, con l'intento di prolungare l'iniziativa di altri 5 anni.

### Supporto all'Open Access e agli Open Data
Incoraggia la pubblicazione delle ricerche in repository ad accesso aperto come, ad esempio, Europe PubMed Central (EuropePMC) nella convinzione che massimizzare la distribuzione delle pubblicazioni - fornendo il libero accesso online - sia la via più efficace per assicurare che la ricerca scientifica sia accessibile e utilizzabile per produrre nuova ricerca.
Nel 2016,  in collaborazione con gli US National Institutes of Health (NIH) e l'Howard Hughes Medical Institute ha lanciato l'Open Science Prize per "aiutare a sviluppare servizi, strumenti e piattaforme che permettano ai contenuti aperti di essere scoperti, valutati e riutilizzati così da far avanzare le scoperte e incoraggiare l'innovazione."
Sempre nel 2016, ha annunciato il lancio di Wellcome Open Research, un sistema di pubblicazione open access basato sulla piattaforma F1000 Research. È prevista la copertura delle spese, altrimenti a carico dell'autore, per la pubblicazione ad accesso aperto di un articolo su una rivista normalmente in abbonamento (le cosiddette Article Processing Charges o APC). Gli articoli pubblicati sulla piattaforma sono ora indicizzati in PubMed Central.
Nel maggio 2018 ha annunciato l'attivazione di un nuovo fondo di finanziamento, l'Open Research Fund, per "sostenere approcci innovativi che permettano ai dati, ai codici e e ad altri risultati della ricerca di essere scoperti e riutilizzati."

### Membership nel Global Health Innovative Technology Fund (GHIT)
Nell'estate del 2015, si è unito al governo giapponese, a 7 aziende farmaceutiche e di diagnostica giapponese, alla Bill and Melinda Gates Foundation, e al Programma delle Nazioni Unite per lo sviluppo come partner finanziatore del Global Health Innovative Technology Fund (GHIT), che supporta la ricerca scientifica e lo sviluppo di strumenti diagnostici e farmaci antinfettivi per malattie che colpiscono principalmente nei paesi in via di sviluppo.

### Impegno pubblico e la Wellcome Collection
Nel giugno 2007, il Wellcome Building ha riaperto dopo un restauro come un luogo di incontro pubblico, che ospita la Wellcome Collection, il Wellcome Trust Centre for the History of Medicine all'University College di Londra e la Wellcome Library, una biblioteca specializzata in medicina e salute, con testi, video, registrazioni sonore che affrontano i due temi nei contesti sociale e culturale.  Lo scopo della Wellcome Collection è di rafforzare la comprensione della scienza e della storia medica da parte del pubblico. Le gallerie offrono una piccola selezione delle opere provenienti dalla collezione privata di Sir Henry Wellcome.
La Wellcome Collection e la Wellcome Library sono membri dei London Museums of Health & MedicIne.

#### Wellcome Book Prize
Wellcome Trust sponsorizza ogni anno un premio letterario, il Wellcome Book Prize, che "ha lo scopo di sviluppare l'interesse pubblico e incoraggiare il dibattito riguardo a medicina e salute".